# Melanephia metarhabdota
Melanephia metarhabdota är en fjärilsart som beskrevs av George Francis Hampson 1926. Melanephia metarhabdota ingår i släktet Melanephia och familjen nattflyn. Inga underarter finns listade i Catalogue of Life.